# Casa-palacio de Venero
La casa-palacio de Venero es un inmueble de la localidad española de Noja, en Cantabria.

## Descripción
La casa-palacio de Venero se ubica en la localidad cántabra de Noja. Fue construida a finales del siglo XVII. Se trata de un edificio de dos plantas, concentrándose en la fachada principal la mayor parte de los elementos decorativos, siendo su estilo barroco.
En la primera planta lleva puerta de acceso con arco de medio punto. Tiene un balcón central rematado en frontón con escudo a ambos lados y balcones laterales de púlpito sobre ménsulas, rematados con frontón de vuelta redonda. Los esquinales y los adornos de las fachadas son de sillería. Sobre la cubierta aparecen buhardillas en línea con los huecos de la fachada principal.
En esta casa vivió el capitán Francisco Venero de Cabanzo, cuyas armas están representadas en los escudos heráldicos que hay en la casa. En cuanto a su delimitación, la casa-palacio de Venero está ubicada en la calle Cabanzo, número 14, de Noja, y linda al norte, con fincas particulares; al sur, con fincas particulares; al este, con la avenida de Santander, y al oeste, con la calle Cabanzo. Toda la propiedad está rodeada por un tapial.
El 18 de enero de 1989 se incoó expediente para su declaración como Bien de Interés Cultural. El 1 de junio de 2001 fue incluido en el Inventario General del Patrimonio Cultural de Cantabria, como Bien Inventariado.